# عباس أباد (فارسان)
عباس أباد (بالفارسية: عباس‌آباد) هي قرية تقع في قسم ميزدج عليا الريفي في إيران.